# Refresh My Heart
Refresh My Heart é o álbum de estreia da cantora Rebecca St. James, lançado em 1991.
| Críticas profissionais                                                      | Críticas profissionais |
| Avaliações da crítica                                                       | Avaliações da crítica  |
| Fonte                                                                       | Avaliação              |
| --------------------------------------------------------------------------- | ---------------------- |
| Cross Rhythms                                                               | [ 2 ]                  |
| Esta tabela precisa de ser acompanhada por texto em prosa. Consulte o guia. |                        |

## Faixas
1. "I Am Your Child"
2. "The Rock Medley"
3. "Show Your Glory"
4. "Blessing, Honour"
5. "We Will Not Bow To The World"
6. "Refresh My Heart"
7. "Soul Medley"
8. "Children Of The King"
9. "I Will Lift Up My Voice"
10. "And We Behold Him"
11. "Who Is He"
12. "Refresh My Heart" (reprise)